# ペリキュール
PELLICULE（ペリキュール、PELLICULE）は、日本のファッションデザイナー・MIHOが2022年に発表したブランド。

## ブランド名の由来
「ペリキュール」は「薄い透明な布、薄皮、膜」という意味を持ち、洋服を纏うこと、つまり、表皮を重ねて生み出されるイメージから由来している。
「写真や映画のフィルム」を指す意味もある。

## 歴史
- 2013年3月 - デザイナーのMIHOがSHIBUYA109にも店舗を構えるブランドSwankiss Shop managerを担当しながらデザイン企画に携わる。
- 2015年1月 - MIHOがSwankissのプレスとなる。
- 2016年3月 - MIHOがアパレルブランド"Last Virgin"を立ち上げる[1]。
- 2021年10月 - MIHOがPELLICULEを立ち上げる[2]。
- 2022年11月 - 伊勢丹新宿本店で初のポップアップストアを出店[3]。

## 関連メディア
- Sweet_(雑誌)（宝島社）
- S Cawaii!（主婦の友社）
- Ray (雑誌)（主婦の友社）